# Joshua Waitzkin
Joshua Waitzkin (nascut el 4 de desembre de 1976) és un antic jugador d'escacs, campió del món d'arts marcials i autor nord-americà. De petit, va ser reconegut com un prodigi i va guanyar el campionat d'escacs júnior dels Estats Units el 1993 i el 1994. La pel·lícula Searching for Bobby Fischer es basa en els seus primers anys.

## Primera vida i educació
Waitzkin es va adonar per primera vegada del joc d'escacs que es jugava mentre caminava amb la seva mare al Washington Square Park de la ciutat de Nova York als sis anys. Als set anys, Waitzkin va començar a estudiar el joc amb el seu primer professor formal Bruce Pandolfini. Durant els seus anys com a estudiant a Dalton va dirigir l'escola a guanyar set campionats d'equips nacionals entre tercer i novè grau, a més dels seus vuit títols individuals. El 1999, Waitzkin es va matricular a la Universitat de Colúmbia, on va estudiar filosofia.
Als deu anys, Waitzkin va jugar una partida notable amb un sacrifici de la seva dama i torre a canvi d'un escac i mat sis moviments més tard. Amb 11 anys, Waitzkin i el seu company prodigi KK Karanja van ser els dos únics nens que van empatar amb el campió del món Garry Kasparov en un esdeveniment d'exhibició on Kasparov va jugar simultàniament contra 59 joves. Als 13 anys, va obtenir el títol de Mestre Nacional, i als 16 es va convertir en Mestre Internacional.

Waitzkin no ha jugat en un torneig de la Federació d'Escacs dels Estats Units des de 1999, i el seu darrer torneig FIDE va ser abans de 2000. Waitzkin també ha explicat en una entrevista el motiu pel qual va decidir deixar els escacs:
Quan la gent em pregunta per què vaig deixar de jugar als escacs, acostumo a dir que vaig perdre l’amor que hi tenia. Però, si hagués de ser més fidel a la realitat, diria que em vaig distanciar d’aquest amor. Em vaig alienar una mica dels escacs… La necessitat constant de guanyar, guanyar i guanyar, en contrast amb la llibertat d’explorar l’art cada cop més profundament, va començar a allunyar-me del joc. A més, els escacs eren una experiència molt íntima per a mi, una cosa que estimava profundament. Quan vaig començar a sentir-me desconnectat, no vaig poder continuar jugant de manera impura

### Retrat cinematogràfic
El guió de la pel·lícula de 1993 de Paramount Pictures Searching for Bobby Fischer (estrenada al Regne Unit com a Innocent Moves ) es va basar en un llibre de 1988 del pare de Waitzkin, Fred Waitzkin: Searching for Bobby Fischer: The Father of a Prodigy Observes the World of Chess. Waitzkin fa un cameo a la pel·lícula, en una escena de l'últim quart de la pel·lícula (a les 1:21:52) on el seu pare està veient com un jove Josh mira a Vinnie (Laurence Fishburne) des d'un banc. L'autèntic Waitzkin (aleshores 16 anys) es pot veure amb una jaqueta negra/dessuadora blanca jugant als escacs just al costat de la versió de Waitzkin de la pel·lícula i està assegut davant del pare de Josh (Joe Mantegna).

## Autor
Waitzkin és autor de dos llibres: Attacking Chess: Aggressive Strategies, Inside Moves from the US Junior Chess Champion (1995) i The Art of Learning: An Inner Journey to Optimal Performance (2008), una discussió autobiogràfica sobre el procés d'aprenentatge i la psicologia del rendiment extreta de les experiències de Waitzkin tant en els escacs com en l'art marcial. També és el portaveu de la sèrie de videojocs Chessmaster i apareix al joc donant consells i anàlisis del joc.
Waitzkin té un capítol que ofereix consells al llibre de Tim Ferriss, Tools of Titans.

## Arts marcials
Quan era un adult jove, el focus de Waitzkin es va desplaçar cap a l'art marcial tai-txi. Té diverses medalles nacionals dels Estats Units i un títol de campió del món l'any 2004 en l'esport competitiu de tai-txi.
Waitzkin també es va convertir en entrenador de campionats, conduint l'equip US Pushing Hands del Gran mestre William CC Chen a diversos títols a la Copa del Món de Tai Chi a Taiwan, guiant als seus companys Jan Lucanus i Jan C. Childress als seus títols mundials. Waitzkin també és un cinturó negre de jiu-jitsu brasiler sota el campió del món i el fenomen del jiu-jitsu brasiler Marcelo Garcia. Waitzkin és el cofundador de MGInAction.com i The Marcelo Garcia Academy, una escola de jiu-jitsu brasilera situada a la ciutat de Nova York.

## Vida personal
El 23 d'abril de 2010, Waitzkin es va casar amb Desiree Cifre, guionista i antiga concursant de The Amazing Race.
En una entrevista al podcast The Huberman Lab el gener de 2025, el doctor Andrew Huberman va informar que Waitzkin s'havia ofegat mentre feia exercicis de respiració a una piscina. També va mencionar que es va trencar l'esquena durant una sessió d'entrenament de Jiu Jitsu. Aquesta lesió va acabar provocant la seva retirada de la competició i el va portar a centrar-se en l'entrenament d'altres practicants.